# 유관순
유관순(柳寬順, 1902년 12월 16일~1920년 9월 28일)은 일제강점기의 독립운동가이다. 본관은 고흥(高興)이며 일제강점기에 3.1운동으로 시작된 만세 운동을 하다 일본 형사들에게 붙잡혀 서대문형무소에서 이뤄진 모진 고문으로 인해 순국했다.
1916년 충청남도 공주시에서 선교활동을 하던 미국인 감리교회 선교사인 사애리시 부인(사부인)의 추천으로 이화학당 보통과 3학년에 장학생으로 편입하고, 1919년에 이화학당 고등부에 진학했다. 3월 1일 3.1 운동에 참여하고 3월 5일의 만세 시위에도 참여하였다. 총독부의 휴교령으로 천안으로 내려와 후속 만세 시위에 주도적으로 참여했다가 일제에 체포되어 공주지방법원에서 징역 5년형을 선고받고 항소하였고, 경성복심법원에서 징역 3년을 선고받아 사형이 확정되었다. 일제의 교도소에서 1920년 9월 28일에 순국했다.
1962년에 대한민국 건국훈장 독립장이 추서되었으며, 1996년에 이화여자고등학교는 명예 졸업장을 추서했다. 충청남도 천안시 동남구 병천면 용두리의 생가가 복원되어 1991년에 사적 제230호로 지정되었다. 천안 유관순 열사 유적과 천안종합운동장 내 '유관순체육관'은 유관순의 이름을 딴 것이다. 해방 후 박인덕 등에 의해 기념사업이 추진되었는데, 이 때문에 박인덕 등이 자신들의 친일 의혹을 덮기 위한 불순한 의도로 이화학당 학생이었던 유관순 열사를 부각시켰다는 의혹도 제기되고 있다.

## 성명
본관은 고흥 유씨이다. 두음법칙과 관련하여 성명 표기에 대해 과거에 논란이 있었다. 2007년 4월에 일부 성씨의 사람들이 호적상 이름을 변경해 달라며 낸 신청을 받아들이는 지방법원의 결정이 있었고, 표기 문제에 대해 여러 국가기관에서 논의가 이루어졌다. 논의의 결과 2007년 8월에 대법원의 호적예규가 개정되었고 이에 따라 류씨의 성을 가진 사람은 본인 의사에 따라 한글로 '류'로 쓸 수 있게 되었다. 2007년 10월 현재는 개정된 호적예규가 문제시될 것이 없다고 확인을 했다.
국가보훈처에 등록된 비영리 사단법인 유관순열사기념사업회는 처음에 ‘유’ 표기를 쓰고 있었고 2001년에 ‘류’로 바꾸었다. 그러나 두음 법칙에 따라 교과서나 공식 행사에서 오랜 기간 '유관순'으로 표기해왔고 '류'로 고쳐서 생긴 사회적 혼선을 무시할 수 없다는 이유 때문에 2014년부터 유관순으로 표기하고 있다.

## 업적

### 초기 활동

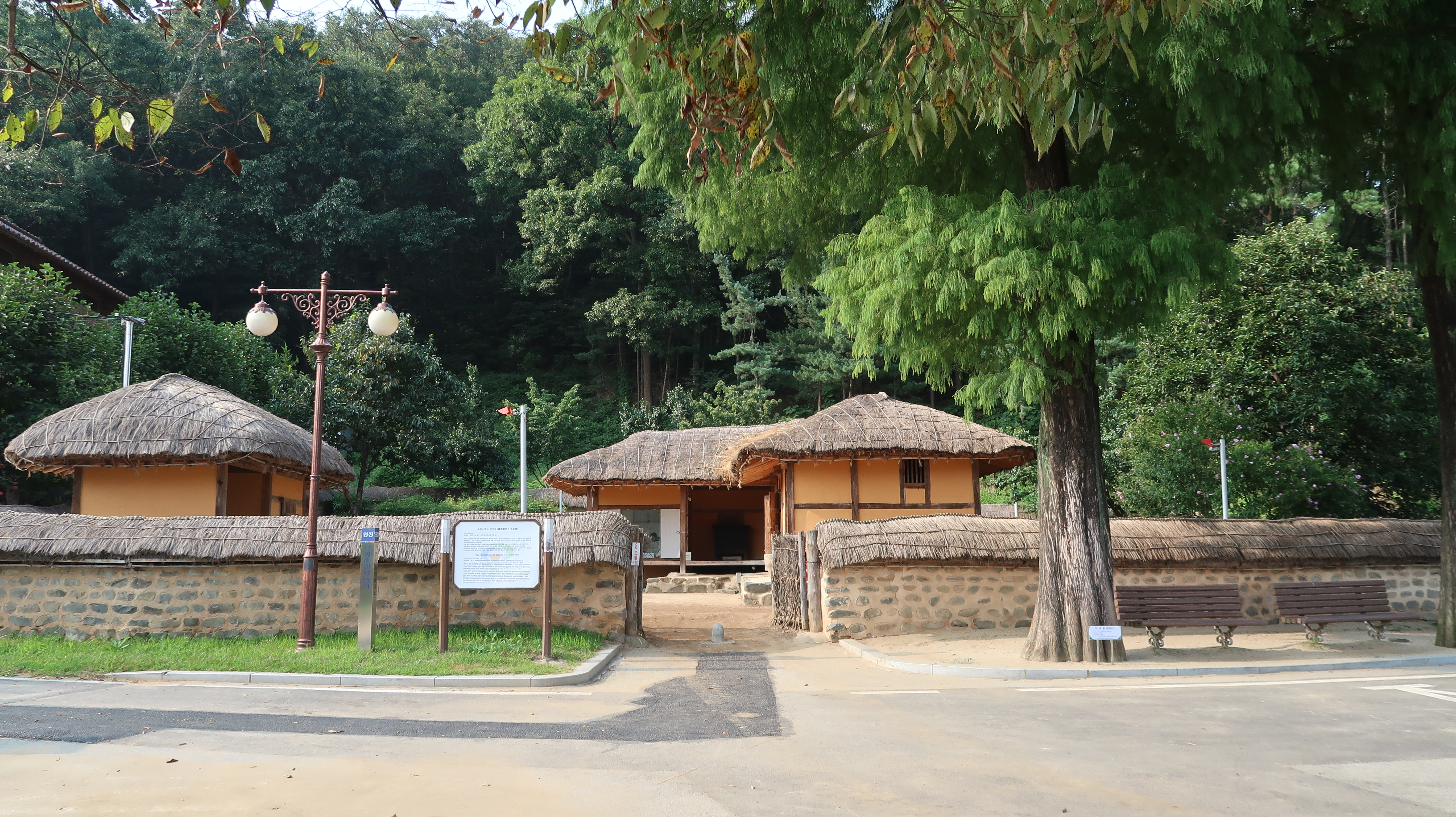
유관순열사생가, 충남 천안

충청남도 목천군 이동면 지령리(현 천안시 병천면 용두리)에서 아버지 유중권과 어머니 이소제의 3남1녀 중 둘째로 태어났다.(이복언니가 있음) 본관은 고흥(高興)이다. 1905년 집을 근처 탑원리로 이사했다가 1907년 무렵 다시 가족을 따라 지령리(현 용두리)로 돌아왔다. 이후 공주영명여학교에서 2년간 교육을 받았다.

### 이화학당 재학과 만세 운동

#### 이화학당
1916년에 개신교 감리교회 충청남도 공주교구의 미국인 여자 선교사 사애리시 부인(엘리스 샤프, Alice Sharp, 사부인)의 추천으로 이화학당(梨花學堂) 보통과 3학년에 교비생으로 편입학하고, 1919년 이화학당 고등부로 진학하였다. 교비생은 학비를 면제 받고, 졸업 후에 교사로 일하는 학생이었다. 파랑새어린이에서 출판한 유관순 전기에 따르면, 이화학당 학생들은 기숙사 생활을 했고, 김장, 빨래 등은 여럿이 함께 해야 하는 일이므로 학생들이 함께 일을 함을 뜻하는 공동노동을 했다고 한다. 밥과 몇 가지 반찬으로 밥을 먹었다. 주일에는 감리교회인 정동제일교회에서 신앙생활을 했는데 -지금도 성공회 서울대성당과 덕수궁 돌담길을 지나, 오른쪽으로 나오면 정동제일교회가 있다.- 손정도 목사 등 민족의식을 가진 성직자들의 영향을 받았다. 유관순의 부친인 유중권 선생 등 민족의식을 가진 지식인들은 예수교라고도 불린 개신교에서 신앙생활을 함으로써 일본제국주의에 저항하고, 민족의 의식을 일깨우고자 하는 선각자들이었다.
1919년 3·1 운동이 일어나자, 이화학당 고등과 1년생이었던 유관순은 만세시위에 참가하였고, 연이어 3월 5일의 서울 만세시위에도 참가하였다. 그 뒤로부터는 총독부 학무국에서 임시휴교령을 내려 이화학당이 폐교하자 3월 8일 열차편으로 천안으로 돌아왔다.

#### 만세 운동
고향으로 돌아온 유관순은 교회와 청신학교(靑新學校)를 찾아다니며, 서울에서의 독립 시위운동 상황을 설명하고 천안에서도 만세시위를 전개할 것을 권유하였다. 이러한 노력으로 조인원(趙仁元)· 김구응(金球應, 성공회 병천교회에서 운영하던 진명학교 교사) 등이 연기·청주·진천 등지의 개신교 교회와 유림계를 규합하여 4월 1일(음력 3월 1일) 아우내(並川) 장날을 기하여 만세시위를 전개할 것을 계획하고, 군중을 모았으며, 당일 모인 수천명의 군중들이 독립만세를 외치며 맹렬한 독립만세시위를 전개하였다.

### 아우내 만세 운동 가담과 체포
1919년 3월 당시 천안군 목천면에서는 이종성(李鍾成) 등의 주동으로 3.1 만세 운동에 호응하는 만세 시위운동을 계획했으나 사전에 구금당해 실행하지 못했다. 유관순은 부친 유중권의 주선으로 3월 9일 밤 교회 예배가 끝난 뒤 마을 속장 조인원(趙仁元), 지역 유지 이백하(李伯夏) 등 20여 명이 모인 자리에서 사촌언니 유예도와 함께 경성의 상황을 설명하였다. 이어 4월 1일(음력 3월 1일) 아우내 장날을 기해 만세 시위를 전개하기로 하고, 안성·목천·연기·청주·진천 등의 마을 유지와 유림계를 규합하기 위한 연락원의 한 사람이 되어 다른 연락원들과 함께 인근 지역을 돌아다니며 주민들을 상대로 시위운동 참여를 설득했다.
4월 1일 수천 명의 군중이 모인 가운데 조인원의 선도로 시위가 시작되자 유관순은 시위대 선두에서 독립만세시위를 벌였다. 아우내 만세시위 주동자로 일제 헌병에 붙잡힌 유관순은 미성년자인 점을 감안하여 범죄를 인정하고 수사에 협조하면 선처하겠다는 제안을 거절하였고, 이후 협력자와 시위 가담자를 발설하지 않았다.

### 투옥과 사인

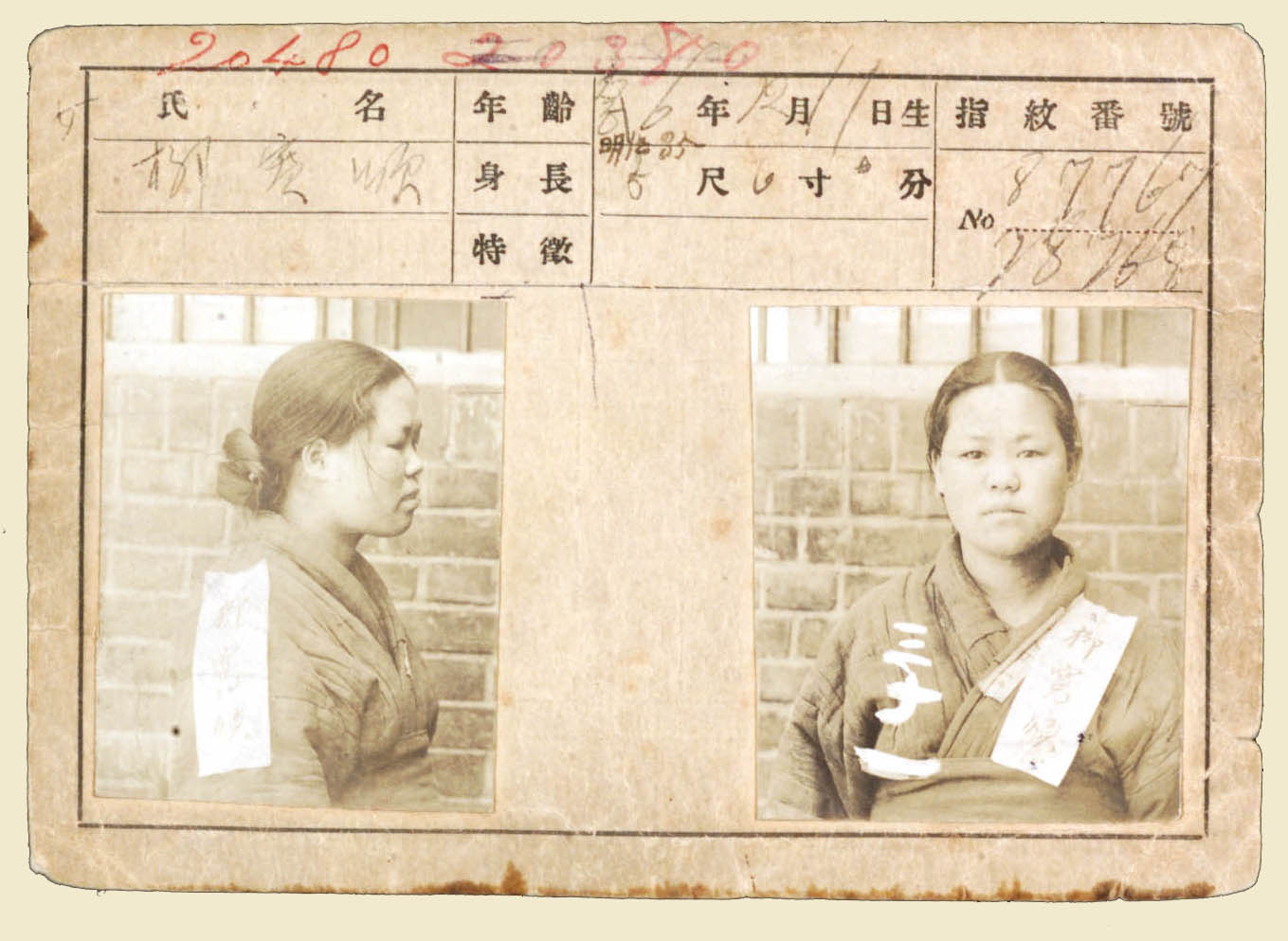
유관순의 일제 주요감시대상 인물카드

#### 재판
유관순은 천안경찰서 일본헌병대에 투옥되었다가 곧 공주경찰서 감옥으로 이감되었고, 공주지방법원에서 구속 상태로 재판을 받았다. 1919년 5월 9일 공주지방법원의 1심재판에서 소요죄 및 《보안법》 위반죄로 징역 5년을 선고받은 유관순은 이에 불복해 항소하였고, 같은 해 6월 30일 경성복심법원에서 징역 3년을 선고받은 후 상고를 포기하였다. 유관순은 경성복심법원 재판 당시 일제의 한국점령을 규탄·항의하면서, 조선총독부 법률은 부당한 법이며 그에 따라 일본 법관에 의해 재판을 받는 것은 부당함을 역설하였다.

#### 징역형 선고와 옥사
유관순의 1심 선고형에 대해서는 해방 직후 감리교 목사, 소설가로 활동한 전영택 목사 등이 징역 7년설을 거론했으나, 2000년대 중반에 '병천·동면 지역 형사사건부'가 발견되어 공주지방 법원에서 5년형을 선고받았음이 확인되었다. 1920년 4월 28일에 영친왕이 일본 왕족 이방자와 결혼하면서, 특사로 형이 1년 6개월로 감형되었다. 그러나, 유관순은 서대문형무소 복역 중에도 옥안에서 독립만세를 고창하여, 고문을 당했으며 1920년 9월 28일 오전 8시 20분, 출소를 1일 남기고 서대문형무소에서 방광이 파열하여 옥사하였다.

#### 유관순 부모의 사인
이 자료에는 아우내 만세 운동 당일의 시위자도 기재되어 있는데, 유관순 열사의 부친인 유중권 열사의 기록이 가장 먼저 나온다. 일시는 기미년(己未年·1919년) 3월 1일, 장소는 천안군 병천면 병천리이다. 이는 1987년에 작성한 대한민국 독립유공자 공훈록의 기록과 상당히 일치한다.
또, 이 자료에는 유중권의 바로 옆에 성명이 "李氏"라고 표기된 여성이 등장한다. 류중권 열사와 같다는 기호(〃)로 표기돼 있어 유관순의 어머니인 이소제씨로 추정되고 있는데, 유중권과 이씨를 포함해 20명이 같은 장소·날짜·상황에서 순국했다는 자료의 내용은 1987년에 작성된 독립유공자 공훈록에서 유관순 열사의 아버지 유중권과 어머니 "이씨(李氏)" 등 열 아홉명이 현장에서 사망했다는 기록과 같다.

## 사후

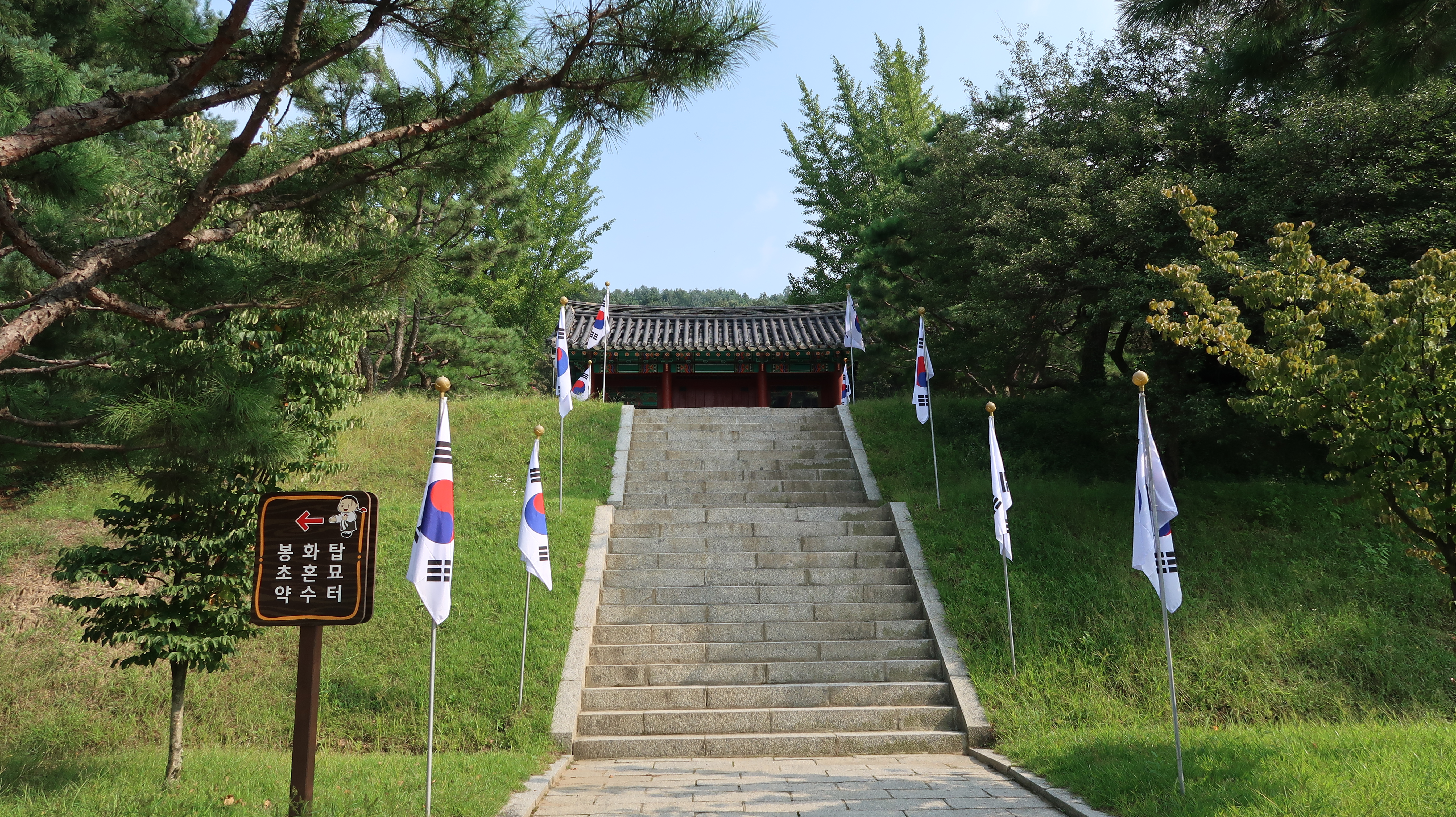
추모각

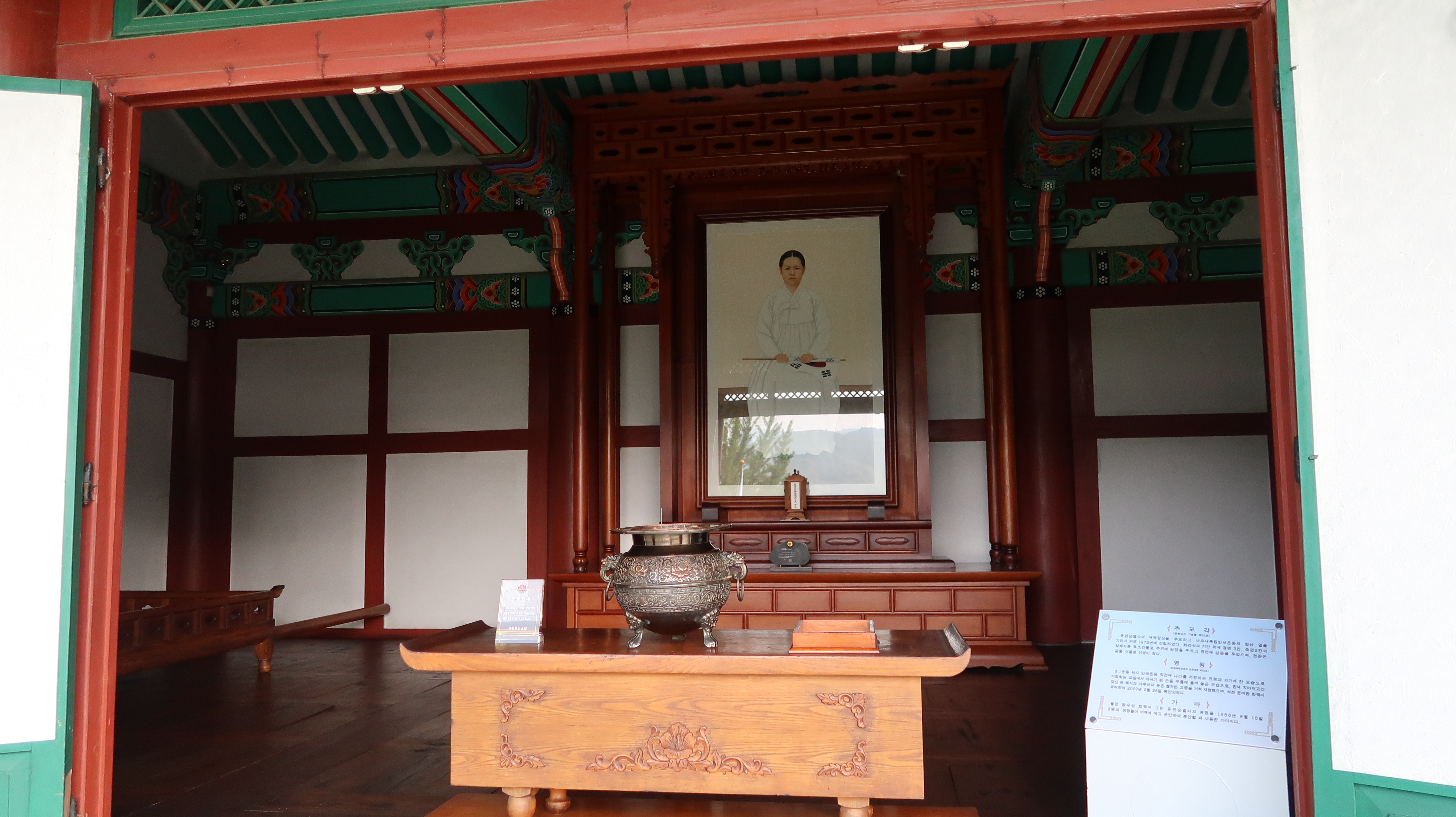
추모각 내부

- 유관순이 사망한 이틀 뒤, 이 소식을 들은 이화학당 교장 프라이와 월터 선생은 형무소 당국에 유관순의 시신 인도를 요구했으나 거부당했다. 이에 이화학당의 외국인 교직원들이 유관순의 옥중 사망을 국제 여론에 호소하겠다고 강력하게 항의하자, 서대문형무소는 마지못해 월터 교장에게 시신을 인도하였다. 1920년 10월 14일에 정동감리교회에서 김종우 목사가 장례예배를 집례하고, 이태원 공동묘지에 안장되었다.

1936년에 택지 조성 등을 목적으로 이태원 공동묘지를 망우 역사 문화공원으로 이장하는 과정에서 무연고묘로 처리되어 화장된 것으로 추정된다. 현재 망우 역사 문화공원 내 이태원묘지 무연분묘합장묘역에 유관순을 추모하고 있다.
- 1945년 광복 후 충청남도와 천안시의 협력으로 병천면에 유관순의 영정을 모신 사당이 건립되었다. 한편 1946년부터는 이화여고 교장이었던 신봉조와 박인덕 등 이화학당 출신 인사들에 의해 기념사업회가 조직되었다. 이 즈음, 서대문형무소로부터 유관순의 관을 인수한 이들이 상자를 열어보니 안에 든 시체가 토막으로 참살되었다는 소문 등이 퍼뜨려졌다.
- 1962년 3월 1일에 건국공로훈장 단장(후일 건국훈장 독립장으로 개정)이 추서되었다.
- 유관순의 유해가 망실된 관계로 1989년 10월 12일에 그녀의 고향인 충청남도 천안시 동남구 병천면 탑원리 매봉산 중턱에 가묘인 초혼묘(招魂墓)를 세웠다.
- 충청남도 천안시 병천면에 탄신 100주년을 맞아 유관순열사기념관(柳寬順烈士記念館)을 개관하여 유관순 열사의 영정을 봉안하고 2003년에 문을 열었다.
- 2019년 3월 1일에 건국훈장 대한민국장이 추서되었다.

## 연보
- 1902년 12월 16일 : 충청남도 천안 병천면에서 아버지 유중권(柳重權)과 어머니 이소제(李少悌)의 3남1녀 중 둘째로 태어났다.(이복언니가 있음)
- 아버지 유중권은 교육의 중요성을 깨닫고 흥호학교 설립에 참여했고, 작은아버지는 감리교회에서 일요일에만 교회에 올 수 있는 선교사들을 도와서 평일에 교회 일을 맡았다.
- 1916년 : 공주에서 전도하던 감리교 선교사 사 부인(미국이름 엘리스 샤프)의 권유로 이화학당 보통과에 입학하였다. 샤프 부인은 집안 사정이 어려운 유관순이 장학금을 받고 공부할 수 있도록 배려하였다.
- 1918년 : 보통과를 졸업하고, 이화학당 고등과에 입학하였다.
- 1919년 3월 1일 : 서울에서 3·1 운동에 참여했다. 학생들이 다칠 것을 걱정한 프라이 교장이 만류했으나, 학교 담을 넘어 3·1운동에 참여했다고 한다.
- 1919년 3월 8일 : 일제가 3월 10일부로 학교에 임시휴교령을 내리자, 같이 이화학당을 다니던 사촌언니 유예도와 함께 고향인 천안으로 내려갔다.
- 1919년 4월 1일 : 천안 아우내(현 천안시 동남구 병천면)에서 아우내장터 만세운동을 지휘했다. 이 때 부모가 목숨을 잃었고, 본인은 헌병대에 체포되었다.
- 1919년 5월 9일 : 공주 지방법원의 1심에서 징역 5년을 선고받았다.
- 1919년 6월 30일 : 경성 복심법원의 2심에서 징역 3년을 선고받고, 상고하지 않아 형이 확정되었다.
- 1920년 9월 28일 : 서대문형무소에서 옥사하였다.
- 1920년 10월 12일 : 이화학당에서 시신을 인수하여 수의를 해 입혔다. 당시 서대문감옥에서는 고문사실이 알려질 것을 우려하여 시신을 내주지 않으려고 했으나, 이화학당 교직원들의 강한 항의로 시신을 내주었다.
- 1920년 10월 14일 : 정동교회에서 김종우 목사 주례로 장례식이 거행되어 이태원 공동묘지에 안장되었다.
- 1937년 이태원 공동묘지가 택지로 조성되면서 이장하는 과정에서 묘를 잃어버려, 유관순 기념사업회(1947년에 조직)에서 1989년 10월 12일에 생가 뒷산인 매봉산 기슭에 초혼묘(招魂墓)를 봉안하였다.[10]

## 논란과 의혹

### 형량에 대한 중언부언
1919년 5월 9일 공주지방법원은 유관순에게 징역 5년을 선고했다. 당시 재판 절차는 "지방법원-복심법원-고등법원"의 3심 제도로 운영되었으며, 유관순의 판결문은 징역 3년을 선고한 경성복심법원의 판결문만 남아 있어 1심 형량은 설왕설래했었다. 유관순과 1년 가까이 함께 복역한 어윤희는 '유관순이 6년형을 받았다'고 말한 반면, 조병옥의 동생 조병호는 '부친(조인원)이 유관순과 함께 7년형을 받았다'고 회고(실제로는 그의 숙부 유중무와 같은 5년형)하는 등 관련자들의 증언도 일치하지 않았다. 2000년대 중반에 병천·동면계 형사사건부가 발견되어 그 내용이 공개됨으로써 유관순의 1심 선고형은 '징역 5년'임이 확인되었다.

### 정치적, 종교적 목적의 악용 논란
유관순 사후 그를 정치적으로 이용할 목적 또는 자신들의 친일행위를 덮기 위한 일부 기독교인들에 의해 과도하게 띄워졌다는 견해도 있다. 반기독교운동가이자 종교권력감시시민연대 대표인 김상구는 유관순이 사후 박인덕, 전영택, 일부 기독교인들의 선전도구로 이용되었다는 주장을 펼쳤다. 그는 서대문형무소의 유관순 기록과 당시 언론 보도 등을 근거로 유관순 열사는 박인덕 등 친일 경력자들이 해방 후 자신의 전력을 덮고 개신교 선교 전략에 이용하는 도구로 만들어낸 영웅이라고 주장하면서, 2011년에 <믿음이 왜 돈이 되는가>(해피스토리, 2011)라는 책을 통해 유관순을 악용한 일부 개신교 세력에 대해 폭로하고 유관순은 개신교계의 친일 전력을 덮어주는 동시에 선교 전략에 활용되는 ‘시대의 아이콘’으로 이용되었다는 의혹을 제기하였다.

### 이화학당 출신 인사의 은폐 의혹
광복 직후인 1940년대 후반에 열사의 시신이 토막 참살되었다는 소문이 퍼뜨려졌으나, 2011년에 한국독립운동사 연구소가 발간한 '한국의 운동가들'에 따르면 열사의 시신을 인수해 직접 장례를 치른 당시 이화학당 학당장 서리 월터는 "나는 그녀의 온전한 몸에다 수의를 입혔다"고 밝혔다. 열사의 사인은 구타 등 고문 후유증이었다.

### 유관순 우상화 배경 관련 의혹
그들은 유관순을 실제 이상의 영웅으로 신화화하는 데에 열을 올렸다. 박인덕과 최초로 유관순의 전기를 쓴 전영택은 유관순을 백년 전쟁 때 잉글랜드에 몰려 수세에 처해 있던 프랑스를 구한 신화적인 여성영웅인 잔 다르크에 비유하였다. 유관순을 잔 다르크에 비유하면서 유관순을 신통한 능력을 가진 신화적 존재로 각인시켰다. 3·1운동으로 사망한 사람은 박은식의 '독립운동지혈사'에 따르면 대략 7천500명이다. 이 때문에 당시 사람들이 유독 유관순만 특별하게 기억할 이유는 없었다는 비판도 있다.

## 가족 관계
- 양증조부 : 유영직(1821년 ~ 1921년)
- 증조부 : 유영일
  - 조부 : 유윤기(柳潤基, 1845년 3월 28일 ~ 1919년 6월 16일)
    - 부 : 유중권(柳重權, 1863년 12월 12일 土 ~ 1919년 4월 1일)
    - 모 : 이소제(李少梯, 1875년  12월 4일 土 ~ 1919년 4월 1일)
    - 오빠 : 유우석(柳愚錫,아명 유관옥, 1899년  6월 14일 水) ~ 1968년 5월 28일)
    - 올케 : ?(? ~ 1913년 5월 27일)
    - 올케 : 조화벽 (1895년 12월 3일 火 ~ 1975년 9월 3일)
    - 동생 : 유인석(柳仁錫, 아명 유관복, 1905년 1월 12일 木 ~ 1977년 6월 24일)
    - 동생 : 유관석(柳冠錫, 1911년 1월 10일 2월 8일 水 ~ 1943년 3월 19일)

  - 숙부 : 유중무(柳重武)
    - 사촌오빠 : 유경석
    - 사촌올케 : 노마리아
      - 5촌 조카 : 유제경

    - 사촌언니 : 유예도(柳禮道)
    - 사촌동생 : 유정석
    - 사촌동생 : 유인석
      - 친척 : 유빈기

## 유관순상/유관순 횃불상
충청남도에서는 유관순 열사의 애국애족 정신을 기리고 그 얼을 오늘에 되살려 진취적이고 미래지향적인 사고로 국가와 지역사회발전에 이바지한 여성(여학생) 또는 단체를 전국에서 선발한다. 유관순 횃불상은 고등학교 1학년 여학생에게 수상한다.

## 유관순이 등장한 작품

### 영화
- 고춘희 : 《유관순》(1948년)
- 도금봉 : 《유관순》(1959년)
- 엄앵란 : 《유관순》(1966년)
- 문지현 : 《유관순》(1974년)
- 고아성 : 《항거: 유관순 이야기》(2019년)
- 이새봄 : 《1919 유관순》(2019년)

### 애니메이션
- 정미숙 : 《초롱이의 옛날여행》(KBS, 1993~1994년, 목소리 주연)

## 기타
수원 출신 이선경은 3.1 운동 이후 구국민단을 조직해 활동하다 1920년 8월 체포돼 1921년 4월 12일 징역 1년에 집행유예 3년을 선고받고 풀려났으나 같은 달 21일 수원면 매산리(현 매산동)에서 사망했다. 8개월여 옥고를 치르며 심한 고문으로 법정에 나가지 못해 궐석재판을 받았고, 그 후유증으로 석방 9일 만에 사망했다. 그의 별명은 '수원의 유관순'이었다.

## 같이 보기
| - 동풍신 - 아우내장터 만세운동 - 유중권 - 조병옥 - 이화학당 - 이화여자고등학교 - 김일엽 - 나혜석 | - 3.1 만세 운동 - 서대문 형무소 - 전영택 |

## 관련 자료
- 독립유공자 공적조서 (2019년). “유관순”. 《독립장(대한민국장)》.
- 유관순의 역사가 숨쉬는 곳 이화학당 프레시안 2003.9.13.
- 믿음이 왜 돈이 되는가? 불교닷컴, 2011.6.24.
- [잠깐읽기] 권력화된 종교계 향한 쓴소리 外 국제신문 2011.07.01
- "종교법인법 제정만이 종교계 투명해지는 길" 한국일보 2011.6.27.
- 3.1절을 보내며…유관순 열사가 과대평가되었다는데 KBS, 2012.3.4.
- [http://article.joins.com/news/article/article.asp?total_id=6670725&ctg=1213%5B깨진+링크(과거+내용+찾기)%5D 경기도의 유관순 `이선경` 독립유공자 신청] 중앙일보 2011.11.15.